# Маточне молочко

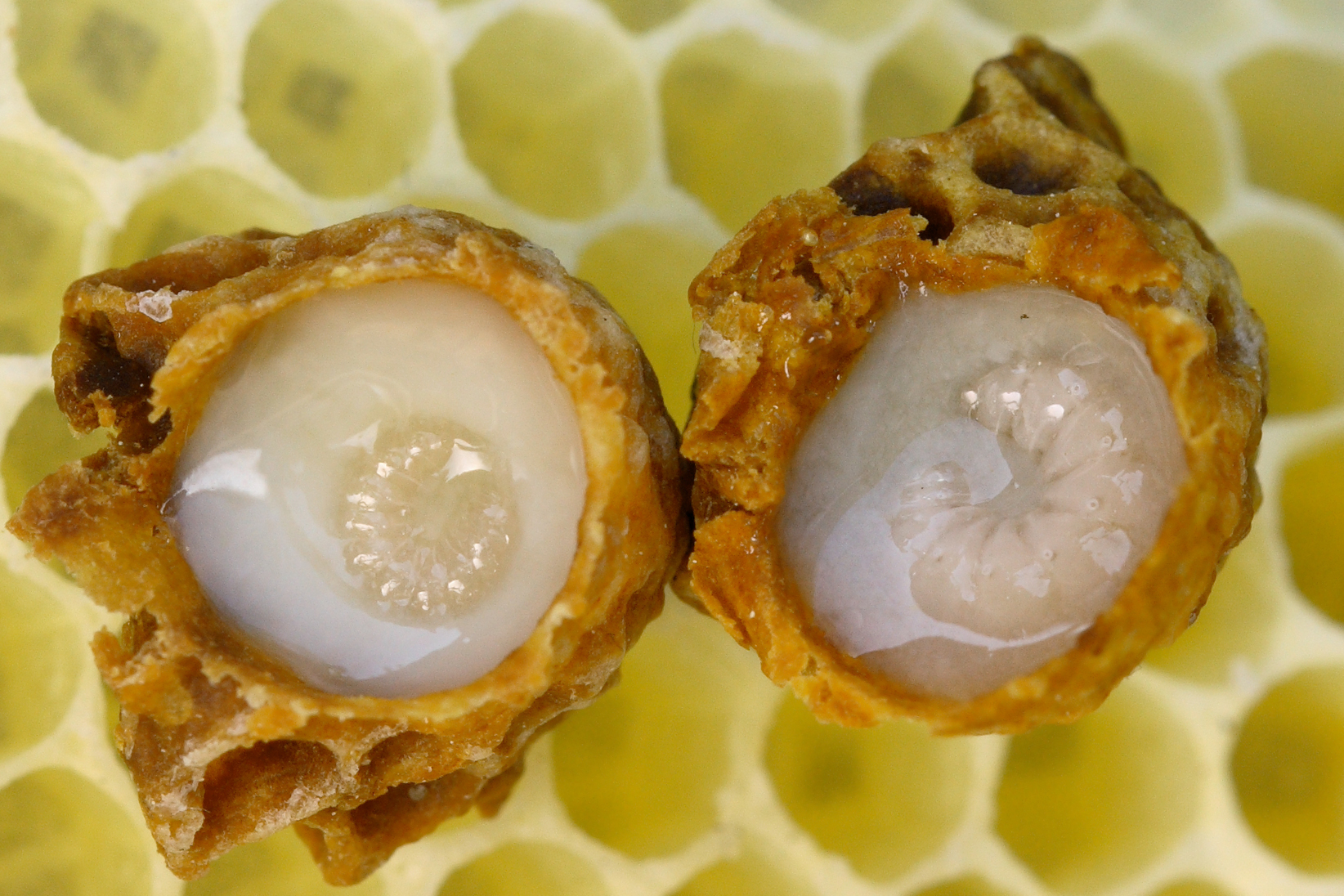
Бджолина матка у розвитку, оточена маточним молочком

Ма́точне молочко́ — секрет медових бджіл, який використовується ними для годування личинок. Маточне молочко споживається всіма личинками, особливо личинкою, з якої виростає матка.

Бджоли виділяють його спеціальними залозами. Залози функціонують в першу половину життя бджіл, зайнятих внутрішньовуликовими роботами.

## Опис
Маточне молочко — желеподібна білувато-жовта маса. На відкритому повітрі воно жовтіє, стає коричневим, висихає і втрачає властиві йому якості. В свіжому вигляді молочко містить 2/3 води. В сухій масі від 35 до 58% білків, до 18,7 — жирів, до 27,9 — вуглеводів і 2,31-3,94% золи. В складі молочка багатий набір вітамінів, особливо групи В, наявні ферменти, гормони.

## В лікуванні
Маточне молочко містить незамінні для людини амінокислоти та вітаміни, проте деякі його корисні властивості втрачаються за кімнатної температури та під дією сонячного світла. Наявне в аптеках маточне молочко повинно зберігатися в прохолодному темному місці. Його рекомендують дорослим при гіпертонії, розладах травлення, стресах, у післяпологовий період, при себореї шкіри обличчя. Також маточне молочко вживають для поліпшення апетиту, після важких захворювань, як загально зміцнювальний засіб, для регулювання кров'яного тиску. Під наглядом лікаря препарат маточного молочка можна вживати не лише дорослим, а й дітям і новонародженим.